# Liste des Premiers ministres de Malte
Cet article dresse la liste des Premiers ministres de Malte, depuis la création de ce poste en 1921.
Quatorze individus ont occupé la fonction de Premier ministre de Malte depuis sa création en 1921. Le poste est aboli entre 1933 et 1947 et entre 1958 et 1962. Joseph Howard est le premier titulaire, tandis que Robert Abela l'occupe actuellement. En 2022, il y a eu 5 Premiers ministres du Parti nationaliste, 6 Premiers ministres du Parti travailliste, 2 Premiers ministres affiliés à l'Union politique, 1 Premier ministre constitutionnaliste et un Premier ministre affilié au Parti des travailleurs.

## Liste des titulaires
| N°                                                     | Portrait               | Titulaire (Naissance-mort)         | Élection       | Mandat            | Mandat            | Mandat                     | Parti politique | Parti politique    |
| N°                                                     | Portrait               | Titulaire (Naissance-mort)         | Élection       | Début             | Fin               | Durée                      | Parti politique | Parti politique    |
| ------------------------------------------------------ | ---------------------- | ---------------------------------- | -------------- | ----------------- | ----------------- | -------------------------- | --------------- | ------------------ |
| 1                                                      | Joseph Howard          | Joseph Howard (1862-1925)          | 1921           | 26 octobre 1921   | 13 octobre 1923   | 1 an, 11 mois et 17 jours  |                 | UPM                |
| 2                                                      | Francesco Buhagiar     | Francesco Buhagiar (1876-1934)     | –              | 13 octobre 1923   | 22 septembre 1924 | 11 mois et 9 jours         |                 | UPM                |
| 3                                                      | Ugo Pasquale Mifsud    | Ugo Pasquale Mifsud (1889-1942)    | 1924           | 22 septembre 1924 | 1er août 1927     | 2 ans, 10 mois et 10 jours |                 | PN                 |
| 4                                                      | Gerald Strickland      | Gerald Strickland (1861-1940)      | 1927           | 9 août 1927       | 21 juin 1932      | 4 ans, 10 mois et 12 jours |                 | PC                 |
| (3)                                                    | Ugo Pasquale Mifsud    | Ugo Pasquale Mifsud (1889-1942)    | 1932           | 21 juin 1932      | 2 novembre 1933   | 1 an, 4 mois et 12 jours   |                 | PN                 |
| Fonction abolie du 2 novembre 1933 au 4 novembre 1947. |                        |                                    |                |                   |                   |                            |                 |                    |
| 5                                                      | Paul Boffa             | Paul Boffa (1890-1962)             | 1947           | 4 novembre 1947   | 26 septembre 1950 | 2 ans, 10 mois et 22 jours |                 | PL (jusqu'en 1949) |
| 5                                                      | Paul Boffa             | Paul Boffa (1890-1962)             | 1947           | 4 novembre 1947   | 26 septembre 1950 | 2 ans, 10 mois et 22 jours | MWP             |                    |
| 6                                                      | Enrico Mizzi           | Enrico Mizzi (1885-1950)           | 1950           | 26 septembre 1950 | 20 décembre 1950  | 2 mois et 24 jours         |                 | PN                 |
| 7                                                      | Giorgio Borg Olivier   | Giorgio Borg Olivier (1911-1980)   | – 1951 1953    | 20 décembre 1950  | 11 mars 1955      | 4 ans, 2 mois et 19 jours  |                 | PN                 |
| 8                                                      | Dom Mintoff            | Dom Mintoff (1916-2012)            | 1955           | 11 mars 1955      | 26 avril 1958     | 3 ans, 1 mois et 15 jours  |                 | PL                 |
| Fonction abolie du 26 avril 1958 au 5 mars 1962.       |                        |                                    |                |                   |                   |                            |                 |                    |
| (7)                                                    | Giorgio Borg Olivier   | Giorgio Borg Olivier (1911-1980)   | 1951 1966      | 5 mars 1962       | 21 juin 1971      | 9 ans, 3 mois et 16 jours  |                 | PN                 |
| (8)                                                    | Dom Mintoff            | Dom Mintoff (1916-2012)            | 1971 1976 1981 | 21 juin 1971      | 12 décembre 1984  | 13 ans, 6 mois et 1 jour   |                 | PL                 |
| 9                                                      | Karmenu Mifsud Bonnici | Karmenu Mifsud Bonnici (1916-2012) | –              | 22 décembre 1984  | 12 mai 1987       | 2 ans, 4 mois et 20 jours  |                 | PL                 |
| 10                                                     | Edward Fenech Adami    | Edward Fenech Adami (né en 1934)   | 1987 1992      | 12 mai 1987       | 28 octobre 1996   | 9 ans, 5 mois et 16 jours  |                 | PN                 |
| 11                                                     | Alfred Sant            | Alfred Sant (né en 1948)           | 1996           | 28 octobre 1996   | 6 septembre 1998  | 1 an, 10 mois et 9 jours   |                 | PL                 |
| (10)                                                   | Edward Fenech Adami    | Edward Fenech Adami (né en 1934)   | 1998 2003      | 6 septembre 1998  | 23 mars 2004      | 5 ans, 6 mois et 17 jours  |                 | PN                 |
| 12                                                     | Lawrence Gonzi         | Lawrence Gonzi (né en 1953)        | – 2008         | 23 mars 2004      | 11 mars 2013      | 8 ans, 11 mois et 16 jours |                 | PN                 |
| 13                                                     | Joseph Muscat          | Joseph Muscat (né en 1974)         | 2013 2017      | 11 mars 2013      | 12 janvier 2020   | 6 ans, 10 mois et 1 jour   |                 | PL                 |
| 14                                                     | Robert Abela           | Robert Abela (né en 1977)          | – 2022         | 12 janvier 2020   | en cours          | 5 ans, 1 mois et 21 jours  |                 | PL                 |